# Spanish Fork
Spanish Fork je město v okrese Utah County ve státě Utah ve Spojených státech amerických. V roce 2020 zde žilo 42 602 obyvatel a s celkovou rozlohou 39,9 km² byla hustota zalidnění 1 068,7 obyvatel na km². Leží v Utah Valley a je 20. nejlidnatějším městem v Utahu. Město se nachází asi 4 míle jihozápadně od města Springville, asi 4 kilometry severně od města Salem a asi 6 mil severovýchodně od města Payson. Leží v nadmořské výšce přesahující 1 400 m n. m.